# Damian Piwowarczyk
Damian Piwowarczyk (ur. 14 września 1997 w Białogardzie) – polski zawodnik mieszanych sztuk walki (MMA). Od 2021 roku walczy dla organizacji KSW, w której zajmuje 3 miejsce w oficjalnym rankingu wagi półciężkiej.

## Kariera MMA

### KSW
W 2021 roku wraz z Marcinem Trzcińskim podpisał kontrakt z najlepszą polską organizacją Konfrontacją Sztuk Walki. Zawodnicy zmierzyli się 4 września tego samego roku podczas gali KSW 63: Crime of the Century w warszawskim Studio ATM. Piwowarczyk poddał rywala duszeniem zza pleców w drugiej rundzie.
W drugiej walce dla KSW zawalczył z niepokonanym Niemcem, Marcem Doussisem podczas gali KSW 65, która odbyła się 18 grudnia jeszcze tego samego roku w Arenie Gliwice. Piwowarczyk ponownie zwyciężył przez poddanie rywala w drugiej rundzie, jednak tym razem techniką zwaną - "balacha z trójkąta", czyli dźwignia prosta na staw łokciowy wykonywana podczas duszenia trójkątnego. Piwowarczyk za efektowne poddanie został wyróżniony przez organizację KSW dodatkowym bonusem pieniężnym.
Na jubileuszowej gali KSW 70, która odbyła się 28 maja 2022 w łódzkiej Atlas Arenie, skrzyżował rękawice z byłym zawodnikiem FEN i ACA, Bartoszem Leśko. Uległ rywalowi jednogłośną decyzją sędziów i tym samym przegrał po raz pierwszy w karierze.
Podczas gali KSW 73, która odbyła się 20 sierpnia 2022 w warszawskiej Hali Torwar, ekspresowo został znokautowany przez niepokonanego Bohdana Hnidko. Pojedynek ten trwał tylko 5 sekund, po tym jak Ukrainiec trafił Piwowarczyka potężnym ciosem sierpowym wyprowadzonym z prawej ręki.
17 marca 2023 na gali KSW 80 w Regionalnym Centrum Sportowym w Lubinie, zmierzył się z Bartłomiejem Gładkowiczem. Zwyciężył przez techniczny nokaut w pierwszej rundzie, rozbijając rywala kolanami i ciosami w stójce.
16 września 2023 podczas wydarzenia KSW 86 w wrocławskiej Hali „Orbita”, skonfrontował się z Łukaszem Sudolskim. W pierwszej rundzie znokautował rywala ciosem podbródkowym wyprowadzonym z prawej ręki. Piwowarczyk otrzymał od organizacji KSW pierwszy swój bonus za nokaut wieczoru.
W styczniu 2024 roku organizacja KSW ogłosiła Piwowarczyka jako jednego z 4 uczestników turnieju w wadze półciężkiej, mającego na celu wyłonienie nowego mistrza. Turniej ten rozegrał się 24 lutego 2024 w Gliwicach podczas gali XTB KSW Epic. Pozostałymi uczestnikami turnieju byli: Marcin Wójcik, Kleber Raimundo Silva oraz Rafał Haratyk. Półfinałowe pary wybrali kibice podczas głosowania na stronie federacji. Wybranym przeciwnikiem Piwowarczyka w półfinale był reprezentant Brazylii. W pierwszej rundzie „Damsyn” znokautował rywala ciosem na korpus, tym samym przechodząc do finału turnieju, w którym zmierzył się z Haratykiem. Mistrzowski finał potrwał pełen dystans, po którym decyzją niejednogłośną nowym mistrzem stał się Haratyk. Kilka dni po gali Piwowarczyk został wyróżniony przez organizację dodatkowym bonusem za nokaut wieczoru na Brazylijczyku.
Oczekiwano, że 24 sierpnia 2024 podczas gali KSW 97 w tarnowskiej Arenie Jaskółka, zawalczy z Maciejem Różańskim, jednak ten doznał kontuzji, a nowym rywalem Piwowarczyka na tym wydarzeniu miał być Marcin Wójcik. Ostatecznie starcie Piwowarczyk-Wójcik zostało przełożone na kolejną galę, ze względu na kontuzję Piwowarczyka. 14 września 2024 w Lubinie na gali XTB KSW 98 został poddany duszeniem zza pleców w pierwszej rundzie.
W tzw. Co-Main Evencie, czyli drugiej walce wieczoru gali XTB KSW 103, która odbyła się 21 lutego 2025 w czeskim Libercu, zmierzył się z mistrzem FEN wagi półciężkiej, Bartoszem Szewczykiem. Piwowarczyk znokautował rywala w pierwszej rundzie.
14 czerwca 2025 podczas wydarzenia XTB KSW 107 w gdańsko-sopockiej Ergo Arenie, stoczył walkę z niepokonanym Belgiem, Cedricem Lushimą. W pierwszej rundzie poddał rywala duszeniem gilotynowym. Piwowarczyk otrzymał od organizacji drugi bonus za poddanie wieczoru.

## Osiągnięcia

### Brazylijskie jiu-jitsu
- 2014: I Amatorski Puchar Areny Berserkerów i Open ADCC – 3 miejsce w kat. 84 kg juniorzy[32]
- 2014: IV Puchar Polski No Gi w Luboniu – 3 miejsce w kat. 86,49 kg juniorzy[33]
- 2016: VI Mistrzostwa Polski No Gi jiu jitsu – 2 miejsce w kat. 97,5 kg białe pasy[34]

### Mieszane sztuki walki
- Herakles
  - 2022: Herakles w kategorii zawodnik roku 2021[35]

- Konfrontacja Sztuk Walki
  - 2024: XTB KSW Epic – finalista turnieju[20]
  - Bonus za poddanie wieczoru (dwa razy) vs. Marc Doussis (2021)[9], Cedric Lushima (2025)[31]
  - Bonus za nokaut wieczoru (dwa razy) vs. Łukasz Sudolski (2023)[17], Kleber Raimundo Silva (2024)[22]
  - Ranking – 3 miejsce w oficjalnym rankingu KSW wagi półciężkiej[5]

## Lista zawodowych walk w MMA
| Wynik     | Bilans | Przeciwnik (bilans przed walką)     | Rozstrzygnięcie                                                            | Runda | Czas | Rozgrywki                           | Data       | Miejsce        | Uwagi |
| --------- | ------ | ----------------------------------- | -------------------------------------------------------------------------- | ----- | ---- | ----------------------------------- | ---------- | -------------- | --- |
| Wygrana   | 10-4   | Cedric Lushima (6-0)                | Poddanie (duszenie gilotynowe)                                             | 1     | 2:05 | XTB KSW 107: De Fries vs. Wrzosek   | 14.06.2025 | Gdańsk / Sopot | Bonus za poddanie wieczoru.                                                                                 |
| Wygrana   | 9-4    | Bartosz Szewczyk (8-3-1)            | KO (ciosy pięściami)                                                       | 1     | 3:19 | XTB KSW 103: Brichta vs. Charzewski | 21.02.2025 | Liberec        | Co-Main Event.                                                                                              |
| Przegrana | 8-4    | Marcin Wójcik (19-9)                | Poddanie (duszenie zza pleców)                                             | 1     | 2:46 | XTB KSW 98: Paczuski vs. Zerhouni   | 14.09.2024 | Lubin          | |
| Przegrana | 8-3    | Rafał Haratyk (18-5-2)              | Decyzja (niejednogłośna)                                                   | 3     | 5:00 | XTB KSW Epic: Khalidov vs. Adamek   | 24.02.2024 | Gliwice        | Finał turnieju KSW w wadze półciężkiej. Pojedynek o pas mistrzowski KSW w wadze półciężkiej. Co-Main Event. |
| Wygrana   | 8-2    | Kleber Raimundo Silva (22-11. 1 NC) | KO (cios na korpus)                                                        | 1     | 2:42 | XTB KSW Epic: Khalidov vs. Adamek   | 24.02.2024 | Gliwice        | Półfinał turnieju KSW w wadze półciężkiej. Bonus za nokaut wieczoru.                                        |
| Wygrana   | 7-2    | Łukasz Sudolski (10-2)              | KO (prawy podbródkowy)                                                     | 1     | 3:38 | KSW 86: Wikłacz vs. Przybysz 4      | 16.09.2023 | Wrocław        | Bonus za nokaut wieczoru.                                                                                   |
| Wygrana   | 6-2    | Bartłomiej Gładkowicz (9-3)         | TKO (kolana i ciosy pięściami)                                             | 1     | 2:39 | KSW 80: Eskiev vs. Ruchała          | 17.03.2023 | Lubin          | |
| Przegrana | 5-2    | Bohdan Hnidko (7-0)                 | KO (prawy sierpowy)                                                        | 1     | 0:05 | KSW 73: Sarara vs. Wrzosek          | 20.08.2022 | Warszawa       | Limit umowny -97 kg. Najszybszy nokaut w historii KSW.                                                      |
| Przegrana | 5-1    | Bartosz Leśko (11-2-2)              | Decyzja (jednogłośna)                                                      | 3     | 5:00 | KSW 70: Pudzian vs. Materla         | 28.05.2022 | Łódź           | |
| Wygrana   | 5-0    | Marc Doussis (7-0)                  | Poddanie (duszenie trójkątne nogami vel. dźwignia prosta na staw łokciowy) | 2     | 2:22 | KSW 65: Khalidov vs. Soldić         | 18.12.2021 | Gliwice        | Bonus za poddanie wieczoru.                                                                                 |
| Wygrana   | 4-0    | Marcin Trzciński (1-0)              | Poddanie (duszenie zza pleców)                                             | 2     | 2:06 | KSW 63: Crime of The Century        | 04.09.2021 | Warszawa       | Debiut w KSW.                                                                                               |
| Wygrana   | 3-0    | Roman Kononov (2-2)                 | TKO (ciosy pięściami)                                                      | 2     | 1:30 | Runda 10: DWM Fight Night           | 19.06.2021 | Białogard      | |
| Wygrana   | 2-0    | Sławomir Bryla (3-0)                | Poddanie (duszenie gilotynowe)                                             | 1     | 0:57 | Babilon MMA 21: Pawlak vs. Guzev    | 30.04.2021 | Warszawa       | Debiut w Babilon MMA.                                                                                       |
| Wygrana   | 1-0    | Seweryn Kucharski (0-0)             | Decyzja (jednogłośna)                                                      | 3     | 5:00 | Runda 9: Łazarz vs. Kalenik         | 23.11.2019 | Białogard      | |